# 岩見秀哉
岩見 秀哉（いわみ しゅうや、1999年3月24日 - ）は、兵庫県神崎郡市川町出身の陸上競技選手。専門は長距離走。須磨学園高等学校、青山学院大学教育人間科学部（教育学科）卒業。住友電工陸上競技部所属。

## 経歴
市川町立鶴居小学校3年時に神崎郡の記録会800mに出場し学年トップになったのを機に、小学4年生から「スポーツクラブ21せか」で本格的に陸上競技を始める。毎年2月開催の兵庫市川マラソン全国大会では、5年時の2010年2月・第35回大会、6年時の2011年2月・第36回大会で2年連続優勝を果たす。
市川町立鶴居中学校時代は陸上競技部が無かったため、授業終了後は隣町の福崎町立福崎西中学校の陸上部で週5回練習に参加。兵庫市川マラソン大会では中学1年時の2012年2月・第37回大会、中学2年時の2013年2月・第38回大会で2連覇を達成した。
須磨学園高校時代は5000m14分06秒39をマークするなど有力選手に成長。全国高校駅伝には1年時の第65回大会3区、2年時の第66回大会4区に出場。3年時は全国都道府県対抗駅伝4区に出場した。
青山学院大学2年時の第95回箱根駅伝4区で学生駅伝デビュー。先頭でタスキを受けたが2.5kmで東洋大学・相澤晃にかわされると、低体温症に陥り中盤以降急失速。18.2kmで東海大・館澤亨次にもかわされ、トップと3分30秒差の3位でタスキリレー。区間15位のブレーキに終わり、チームも往路6位に沈んだ。
大学3年時の第96回箱根駅伝では8区を担当。先頭でタスキを受けると区間記録を上回るペースで前半から突っ込み、中盤以降も粘りの走りを見せ区間賞の東海大・小松陽平と1秒差の区間2位。前回のリベンジを果たし、チームの総合優勝に貢献した｡
大学4年時の第52回全日本大学駅伝では4区を担当。区間4位でまとめ6位から4位に浮上した。チームはその後7区で一旦首位に立ったが、8区で失速し4位に終わる。第97回箱根駅伝では再び8区を担当。7位でタスキを受けると5.4kmで5位に浮上。区間3位の走りでチームの復路優勝に貢献した。
大学卒業後は同期の𠮷田圭太と共に住友電工陸上競技部に所属する。

## 戦績

### 主な成績
| 年         | 大会                                         | 種目（区間）   | 順位       | 記録          | 備考                 |
| ---------- | -------------------------------------------- | -------------- | ---------- | ------------- | -------------------- |
| 2014年12月 | 第65回全国高等学校駅伝競走大会               | 8.1075Km(3区)  | 21位       | 24分41秒      | チーム総合12位       |
| 2015年12月 | 第66回全国高等学校駅伝競走大会               | 8.0875Km(4区)  | 5位        | 23分29秒      | チーム総合12位       |
| 2017年1月  | 第22回天皇盃全国都道府県対抗男子駅伝競走大会 | 5Km(4区)       | 8位        | 14分39秒      | 兵庫県チーム総合12位 |
| 2018年10月 | 第181回東海大学長距離競技会                  | 5000m          | 10組・4位  | 14分03秒09    | 自己ベスト           |
| 2018年11月 | 第13回世田谷246ハーフマラソン                | ハーフマラソン | 2位        | 1時間03分13秒 | 自己ベスト           |
| 2018年11月 | 関東学連10000m記録挑戦競技会                 | 10000m         | 12組・16位 | 28分49秒13    | 自己ベスト           |

### 大学駅伝成績
| 年度               | 出雲駅伝            | 全日本大学駅伝              | 箱根駅伝                          |
| ------------------ | ------------------- | --------------------------- | --------------------------------- |
| 1年生 （2017年度） | 第29回 出場なし     | 第49回 出場なし             | 第94回 出場なし                   |
| 2年生 （2018年度） | 第30回 出場なし     | 第50回 出場なし             | 第95回 4区-区間15位 1時間04分32秒 |
| 3年生 （2019年度） | 第31回 出場なし     | 第51回 出場なし             | 第96回 8区-区間2位 1時間04分25秒  |
| 4年生 （2020年度） | 第32回 （開催中止） | 第52回 4区-区間4位 33分54秒 | 第97回 8区-区間3位 1時間04分29秒  |

## 自己記録
- 5000m・・・13分45秒80（2020年）
- 10000m・・・28分45秒29（2021年）
- ハーフマラソン・・・1時間02分33秒（2022年）